# Трансформеры: Восхождение Звероботов
«Трансформеры: Восхождение Звероботов» (англ. Transformers: Rise of the Beasts) — американский фантастический боевик Стивена Кейпла-младшего, основанный на линии игрушек «Трансформеры» и мультсериале «Битвы Зверей». Фильм сосредоточен вокруг Оптимуса Прайма, а события разворачиваются в 1994 году в Нью-Йорке и в некоторых городах Перу, таких, как Мачу-Пикчу, Куско, а также в регионе Сан-Мартин. Автором сценария выступил Джоби Харольд, а также Дарнелл Метайер и Джош Питерс. Картина является сиквелом ленты «Бамблби» (2018), седьмым фильмом франшизы и первым в новой трилогии. Главные роли исполнили Доминик Фишбэк, Энтони Рамос, Тоби Нвигве и Луна Лорен Велес.
Премьера фильма состоялась в «Марина Бэй Сэндс» в Сингапуре 27 мая 2023 года, а в США он был официально выпущен 9 июня 2023 года компанией Paramount Pictures. Фильм получил смешанные отзывы критиков.

## Сюжет
Фильм начинается со слов Оптимуса Праймала:

«Есть легенда о том, что на заре нашей цивилизации был грозный бог, настолько огромный и могущественный, что использовал целые планеты в качестве источника энергии. Лишь немногие верили в его существование, до тех пор, пока не увидели Юникрона своими собственными глазами».
Родной мир максималов, продвинутой расы кибертронцев с альт-формами животных, подвергается нападению темного бога-пожирателя планет Юникрона. Его герольды, терроконы и армия скорпионов-предаконов, возглавляемая Скёрджем, стремятся заполучить для своего хозяина величайшую технологию максималов — Ключа Трансворпа, который может открывать порталы сквозь пространство и время. Лидер максималов Эйплинк жертвует собой, чтобы позволить другим максималам покинуть планету до того, как Юникрон поглотит её. Теперь под командованием Оптимуса Праймала максималы используют ключ и сбегают на Землю.
Тем временем, в 1994 году, в Бруклине бывший военный эксперт по электронике Ной Диас изо всех сил пытается найти работу, чтобы прокормить свою семью, и его друг Вонючка убеждает его украсть Porsche 911 для продажи, как вдруг оказывается, что машина — замаскированный автобот по имени Мираж. Одновременно с этим стажер музея Елена Уоллес изучает древнюю статую сокола с символом максимала и случайно разбивает её, а внутри оказывается половина Ключа Трансворпа. Ключ испускает энергетический импульс, который улавливается Оптимусом Праймом, вызвавшим других автоботов; с Миражем связываются в разгар попытки кражи Ноя, и Ной подключается к миссии роботов по возвращению Ключа, чтобы они могли использовать его для возвращения в свой родной мир: Кибертрон.
Привлеченные сигнатурой Ключа, террорконы прибывают на Землю, и Елена оказывается втянутой в конфликт, когда злодеи нападают на автоботов за пределами музея. Скёрдж убивает Бамблби и крадет половину Ключа, как вдруг появляется Эйрэйзор — максимал женского пола — и прогоняет террорконов. Эйрэйзор объясняет автоботам, что максималы скрывались на Земле тысячи лет, и разделили Ключ надвое, чтобы он не попал в руки Юникрона. Несмотря на опасность, Оптимус Прайм настаивает на том, чтобы Ключ был собран заново, чтобы автоботы могли использовать его для возвращения домой, в то время как Ной тайно замышляет уничтожить Ключ, чтобы сохранить свой мир в безопасности.
Исследования Елены позволяют ей сделать вывод, что вторая половина Ключа должна находиться в скрытом храме в Перу, и группа отправляется на борту пожилого автобота-колымаги Стратосферы, трансформирующегося в грузовой самолёт. В Перу они встречаются с местным автоботом Уилджеком, который ведет их в храм, но вскоре обнаруживается, что другой половины ключа там больше нет. Террорконы атакуют снова, и битва заканчивается тем, что Скёрдж заражает Эйрэйзор темной энергией Юникрона. Впоследствии автоботы встречают Оптимуса Праймала и других максималов, которые объясняют, что они переместили вторую половину Ключа, доверив его людям, с которыми они работали на протяжении тысячелетий. Порча Скёрджа настигает Эйрэйзор, сводя её с ума, и Праймал вынужден убить её, чтобы спасти Елену и избавить Эйрэйзор от страданий. В хаосе Ной пытается уничтожить вторую половину Ключа, но Оптимус убеждает его не делать этого, как вдруг появляется Скёрдж и крадёт его, а затем снова собирает две половины на вершине вулкана, возводя башню и открывая портал над Землей, через который вскоре прибудет Юникрон.
Видя, к чему привели их корыстные мотивы, Оптимус Прайм и Ной соглашаются работать вместе. Автоботы и максималы сражаются против террорконов, и пока Мираж отвлекает Скёрджа, Ной и Елена подкрадываются поближе к Ключу, планируя деактивировать его с помощью кода доступа, который обнаружила Елена. В битве Мираж оказывается тяжело ранен Скёрджем, но превращает свое поврежденное тело в экзоскелет для Ноя, чтобы они могли сражаться вместе. Энергетический импульс, высвобожденный Ключом, активирует дремлющее хранилище энергона под долиной, где был похоронен Бамблби. Хранилище наполняет его тело энергоном и возвращает его к жизни. Оптимус Прайм убивает Скёрджа, но последний повреждает консоль управления, чтобы предотвратить её выключение. Готовый пожертвовать собой, Прайм уничтожает Ключ и сворачивает портал, но Ной и Праймал спасают его от засасывания в образовавшийся вихрь.
После битвы Елена получает признание за открытие храма в Перу, в то время как Ной проходит собеседование на должность охранника, но обнаруживает, что на самом деле его приглашают присоединиться к секретной правительственной организации «G.I. Joe», узнавшей про существование трансформеров.
В сцене в середине титров Ною удается починить Миража, используя ненужные запчасти от Вонючки, который узнает, что машина — трансформер.

## Персонажи и актёрский состав
| Группы персонажей | Группы персонажей | Имя персонажа   | Исполнитель роли \ Актёр озвучивания | Описание персонажа |
| ----------------- | ----------------- | --------------- | ------------------------------------ | --- |
| Трансформеры      | Автоботы          | Оптимус Прайм   | Питер Каллен (озвучивание)           | Лидер автоботов, оперативно принявший решение объединить свою команду с Максималами перед угрозой Юникрона. Трансформируется в тягач. |
| Трансформеры      | Автоботы          | Бамблби         | ❌                                   | Безмолвный верный друг Прайма. В середине фильма был убит Скёрджем и воскрешён ближе к концу, присоединившись к финальной битве против террорконов. Трансформируется в автомобиль "Chevrolet Camaro". |
| Трансформеры      | Автоботы          | Мираж           | Пит Дэвидсон (озвучивание)           | Автобот-шутник, имеющий способность создавать голограммы самого себя для отвлечения врага. Считает Ноя своим лучшим другом и был починен им же в конце фильма. Трансформируется в "Porsche 911". |
| Трансформеры      | Автоботы          | Арси            | Лайза Коши (озвучивание)             | Снайпер, автобот женского пола. Трансформируется в мотоцикл Ducati 916. |
| Трансформеры      | Автоботы          | Уилджек         | Кристо Фернандес (озвучивание)       | Механик и ученый, в данном фильме занимающий место своего коллеги и близкого друга Оптимуса Прайма — Рэтчета. Трансформируется в микроавтобус "Volkswagen Type 1". |
| Трансформеры      | Автоботы          | Стратосфера     | Джон ДиМаджио (озвучивание)          | Воздушный воин и пожилой гигант, трансформирующийся в грузовой самолёт. |
| Трансформеры      | Максималы         | Оптимус Праймал | Рон Перлман (озвучивание)            | Командир максималов, названный в честь легендарного кибертронского воина. Взял на себя бремя по защите Ключа Транспортации от посягательства террорконов и их повелителя Юникрона. Трансформируется в гориллу. |
| Трансформеры      | Максималы         | Эйрэйзор        | Мишель Йео (озвучивание)             | Максимал женского пола, первая из максималов, вступившая в контакт с автоботами. Трансформируется в ястреба. В одной из схваток Скёрдж заражает её тёмной энергией, которая вызвала у неё ужасающую метаморфозу и в конечном итоге Оптимус Праймал был вынужден её убить, дабы облегчить ей страдания. |
| Трансформеры      | Максималы         | Читор           | Тонгай Чириса (озвучивание)          | Трансформируется в гепарда. |
| Трансформеры      | Максималы         | Райнокс         | Дэвид Соболев (озвучивание)          | Трансформируется в носорога. |
| Трансформеры      | Максималы         | Эйплинк         | Дэвид Соболев (озвучивание)          | Возглавлял максималов на их родной планете. Как и Оптимус Праймал, трансформируется в гориллу. Он приказывает группе максималов скрыться в космосе, а сам остаётся сдерживать террорконов. Был убит Скёрджем. |
| Трансформеры      | Террорконы        | Скёрдж          | Питер Динклэйдж (озвучивание)        | Вожак террорконов, главный антагонист фильма. Чрезвычайно силён, однако так же умён и хитёр, что делает его опасным врагом, которого никоим образом нельзя недооценивать. Имеет склонность забирать эмблемы побеждённых врагов в качестве трофея. В ходе фильма убивает Эйплинка и Бамблби, но в конце концов был сам убит Оптимусом Праймом. Трансформируется в грузовик. |
| Трансформеры      | Террорконы        | Найтбёрд        | Эмджей Родригеc (озвучивание)        | Ниндзя, терроркон женского пола. Очень ловкая, вооружена до зубов и в дополнение ко всему умеет летать. Во время финальной битвы была убита воскресшим Бамблби. Трансформируется в "Nissan Skyline GTR". |
| Трансформеры      | Террорконы        | Баттлтрэп       | Дэвид Соболев (озвучивание)          | Разведчик и одновременно ударная сила террорконов. Трансформируется в эвакуатор. Во время финальной битвы был ранен Оптимусом Праймом и добит Оптимусом Праймалом. |
| Трансформеры      | Божества          | Юникрон         | Колман Доминго (озвучивание)         | Богоподобный трансформер размером с планету, при этом каждую планету, что попадается на его пути, он не просто уничтожает, а полностью пожирает. |
| Трансформеры      | Десептиконы       | Транзит         | Джон ДиМаджио (озвучивание)          | В театральной версии фильма нет ни одного десептикона, однако как минимум один присутствует в вырезанной, альтернативной вступительной сцене: Согласно ней, Оптимус обыскивает автобусный парк на предмет наличия десептиконов, и спустя какое-то время Транзит, притворявшийся обычным автобусом, выдаёт себя. После недолгой схватки с Оптимусом оказывается проткнут клинком автобота, а перед предполагаемой смертью пытается ввергнуть своего убийцу в отчаяние словами о том, что Прайм сам умрёт здесь, никогда не вернувшись домой. |
| Люди              | Люди              | Ной Диас        | Энтони Рамос                         | Бывший военный эксперт по электронике, живущий со своей семьёй в Бруклине. В конце фильма его вербуют в организацию «G.I.Joe». |
| Люди              | Люди              | Елена Уоллес    | Доминик Фишбэк                       | Стажёр музея и исследовательница артефактов, продолжающая получать признание за свою работу, сделанную её боссом. |
| Люди              | Люди              | Брианна Диас    | Луна Лорен Велес                     | Мама Ноя и Криса. |
| Люди              | Люди              | Крис Диас       | Дин Скотт Васкес                     | Младший тяжело больной брат Ноя, вопреки болезни, сохраняющий оптимизм и бодрящий своего старшего брата играми с позывными именами. |
| Люди              | Люди              | Агент Бёрк      | Майкл Келли                          | Агент, приглашающий Ноя в организацию «G.I. Joe.». |
| Люди              | Люди              | Рик             | Тобе Нвигве                          | |
| Люди              | Люди              | Джиллиан        | Сара Стайлс                          | |

## Производство

### Разработка
В декабре 2018 года, когда его спросили о будущем франшизы «Трансформеры», продюсер Лоренцо ди Бонавентура заявил, что будет снят «ещё один большой фильм о Трансформерах», и что он будет «отличаться от тех, что мы делали раньше». Ди Бонавентура описал этот процесс как больше похожий на «эволюцию», сказав: «У нас больше свободы, чем, пожалуй, мы изначально думали в плане того, что мы можем делать». После успеха «Бамблби» он заявил, что в тон и стиль франшизы будут внесены некоторые изменения.
Режиссёр Трэвис Найт сказал, что его цель — вернуться в свою анимационную студию Laika, хотя признал, что у него есть несколько идей для сиквела «Бамблби». В январе 2019 года Джон Сина выразил заинтересованность в повторении своей роли в сиквеле. Сценарист Кристина Ходсон сказала, что «[она] знает, куда [она хочет] пойти в следующий раз». В конце января было объявлено о продолжении из-за кассового успеха фильма. В марте 2019 года ди Бонавентура подтвердил, что они разрабатывают сценарий сиквела «Бамблби».
В январе 2020 года Paramount, как сообщалось, начала работать над двумя разными фильмами «Трансформеров», один из которых возглавлял сценарист «Загадочного убийства» Джеймс Вандербилт, а другой — сценарист «Армии мертвецов» Джоби Харольд. В ноябре Стивен Кейпл-младший был нанят для постановки сценария Харольда. В феврале 2021 года стало известно, что фильм выйдет под рабочим названием «Трансформеры: Альянс зверей», намекая на появление персонажей из франшизы «Битвы Зверей». 22 июня 2021 года ди Бонавентура и Кейпл объявили, что фильм называется «Трансформеры: Восхождение Звероботов» и что в нём будут присутствовать террорконы, максималы и предаконы. На тон и действие фильма сильно повлиял «Терминатор 2: Судный день».

### Подбор актёров
В апреле 2021 года на главную роль в фильме был выбран Энтони Рамос. Позже в том же месяце Доминик Фишбэк была выбрана на главную роль вместе с Рамосом. Также выяснилось, что Дарнелл Метайер и Джош Питерс были наняты, чтобы переписать сценарий Харольда. В июне актриса Лорен Велес рассказала журналу Comic Book Movie, что у неё есть роль в сиквеле. В том же месяце стало известно, что Питер Каллен повторит свою роль Оптимуса Прайма, а Рон Перлман Оптимуса Праймала из «Трансформеров: Сила Праймов». В июле Тобе Нвигве сообщил, что у него будет роль в фильме.

### Съёмки
Основные съёмки стартовали 7 июня 2021 года в Лос-Анджелесе, Калифорния. Съёмки также проходили в Мачу-Пикчу, Монреале и Бруклине. 20 октября было объявлено об окончании съёмок.

## Релиз
Выход фильма намечен на 9 июня 2023 года. Первоначально планировалось, что фильм будет выпущен Paramount Pictures в США 24 июня 2022 года, но дата изменилась из-за COVID-19.
В феврале 2022 года было объявлено о том, что «Восхождение Звероботов» станет началом новой трилогии о Трансформерах.